# جونینیو کویسادا
جونینیو کویسادا (به پرتغالی: Pedro Julião Azevedo Junior) مهاجم اهل برزیل است که در شهر Quixadá و در تاریخ ۱۲ دسامبر ۱۹۸۵ به دنیا آمده‌است.
جونینیو کویسادا در تیم‌های فوتبال Ferroviário سابقهٔ حضور دارد.